# Mount Read
Mount Read är ett berg i Australien. Det ligger i regionen West Coast och delstaten Tasmanien, i den sydöstra delen av landet, omkring 190 kilometer nordväst om delstatshuvudstaden Hobart. Toppen på Mount Read är 1 121 meter över havet, eller 420 meter över den omgivande terrängen. Bredden vid basen är 10,9 km.
Trakten runt Mount Read är nära nog obefolkad, med mindre än två invånare per kvadratkilometer.. Närmaste större samhälle är Rosebery, nära Mount Read. 
I omgivningarna runt Mount Read växer i huvudsak städsegrön lövskog. Genomsnittlig årsnederbörd är 2 426 millimeter. Den regnigaste månaden är augusti, med i genomsnitt 307 mm nederbörd, och den torraste är februari, med 103 mm nederbörd.